# Adenilato cinasa 7
La adenilato cinasa 7 (AK7) (número EC 2.7.4.3) es una isoenzima de la adenilato cinasa que cataliza la interconversión de nucleótidos de adenina. El ATP transfiere un grupo fosfato al AMP para formar ADP.
ATP + AMP {\displaystyle \rightleftharpoons } 2 ADP
La adenilato cinasa 7 participa en mantener la función y estructura ciliar. Su mayor actividad la presenta con el AMP y tiene menos actividad con dAMP (deoxiadenosín monofosfato), CMP y dCMP (deoxicitidin monofosfato). Los parámetros cinéticos para los sustratos AMP, dAMP y CMP son:
| Sustrato | KM (μM) | Vmax (pmol/min/μg enzima) |
| -------- | ------- | ------------------------- |
| AMP      | 1.0     | 1130                      |
| dAMP     | 28      | 860                       |
| CMP      | 1.2     | 150                       |

La sección central de la enzima pertenece a la familia de las adenilato cinasas, mientras que la sección C-terminal pertenece a la familia de la proteína dpy-30 (enlace roto disponible en Internet Archive; véase el historial, la primera versión y la última).. La localización celular de la AK7 es el citosol.